# Bathyamaryllis perezii
Bathyamaryllis perezii is een vlokreeftensoort uit de familie van de Amaryllididae. De wetenschappelijke naam van de soort is voor het eerst geldig gepubliceerd in 1933 door Pirlot.